# Diekirch (distrito)

Diekirch é um dos três distritos do Luxemburgo. Este distrito possui 5 cantões subdivididos em 45 comunas.
1. Clervaux
  - Clervaux
  - Consthum
  - Heinerscheid
  - Hosingen
  - Munshausen
  - Troisvierges
  - Weiswampach
  - Wincrange
2. Diekirch
  - Bastendorf
  - Bettendorf
  - Bourscheid
  - Diekirch
  - Ermsdorf
  - Erpeldange
  - Ettelbruck
  - Feulen
  - Hoscheid
  - Medernach
  - Mertzig
  - Reisdorf
  - Schieren
3. Redange
  - Beckerich
  - Ell
  - Grosbous
  - Préizerdaul
  - Rambrouch
  - Redange
  - Saeul
  - Useldange
  - Vichten
  - Wahl
4. Vianden
  - Fouhren
  - Putscheid
  - Vianden
5. Wiltz
  - Boulaide
  - Esch-sur-Sûre
  - Eschweiler
  - Goesdorf
  - Heiderscheid
  - Kautenbach
  - Lac de la Haute-Sûre
  - Neunhausen
  - Wiltz
  - Wilwerwiltz
  - Winseler

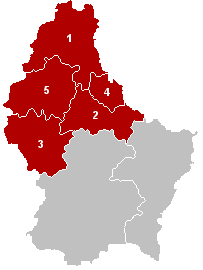
Cantões do distrito de Diekirch

Faz fronteira com a Bélgica (províncias do Luxemburgo a oeste e Liège a norte), com os distritos de Luxemburgo a norte e Grevenmacher a sudoeste e ainda com a Alemanha (estado da Renânia-Palatinado) a leste.